# Río Chalía
Río Chalía är ett vattendrag i Argentina.   Det ligger i provinsen Santa Cruz, i den södra delen av landet, 1 900 km sydväst om huvudstaden Buenos Aires.
Omgivningarna runt Río Chalía är i huvudsak ett öppet busklandskap. Trakten runt Río Chalía är nära nog obefolkad, med mindre än två invånare per kvadratkilometer.